# George Low
George David Low (ur. 19 lutego 1956 w Cleveland, zm. 15 marca 2008 w Reston w Wirginii) – amerykański astronauta.

## Życiorys
W 1974 ukończył szkołę w McLean w Wirginii, w 1978 fizykę i inżynierię na Washington and Lee University, a w 1980 inżynierię mechaniczną na Uniwersytecie Cornella, w 1983 został magistrem aeronautyki i astronautyki na Uniwersytecie Stanforda. Pracował w California Institute of Technology w sekcji inżynierii systemów kosmicznych w Jet Propulsion Laboratory. 23 maja 1984 został wybrany przez NASA kandydatem na astronautę, w czerwcu 1985 zakwalifikował się jako astronauta, przechodził szkolenie na specjalistę misji.
Od 9 do 20 stycznia 1990 uczestniczył w misji STS-32 trwającej 10 dni i 21 godzin; start nastąpił z Centrum Kosmicznego im. Johna F. Kennedy’ego, a lądowanie w Edwards Air Force Base w Kalifornii. Umieszczono wówczas na orbicie satelitę telekomunikacyjnego Leasat -5, a także przechwycono i dostarczono na Ziemię satelitę LDEF. Od 2 do 11 sierpnia 1991 był specjalistą misji STS-43 trwającej 8 dni, 21 godzin i 21 minut. Umieszczono na orbicie satelitę telekomunikacyjnego TDRS-5. Od 21 czerwca do 1 lipca 1993 brał udział w misji STS-57 trwającej 9 dni, 23 godziny i 44 minuty. Prowadzono eksperymenty na pokładzie laboratorium SpaceHab-RSM i dostarczono na Ziemię satelitę Eureca 1 (European Retrievable Carrier). Wraz z Jeffem Wisoffem wykonał spacer kosmiczny trwający 5 godzin i 50 minut.
Łącznie spędził w kosmosie 29 dni, 8 godzin i 5 minut. Opuścił NASA 20 lutego 1996.